# Камаль аль-Дін Хусейн
Камаль аль-Дін Хусейн (араб. كمال الدين حسين; 2 січня 1921 – 19 червня 1999) – єгипетський військовик і політичний діяч, учасник організації «Вільні офіцери», один з учасників усунення від влади короля Фарука, голова Виконавчої ради Південного регіону Об'єднаної Арабської Республіки, безпосередній учасник Другої світової війни.